# Saint-Ouen, Seine-Saint-Denis
Saint-Ouen là một xã trong vùng đô thị Paris, thuộc tỉnh Seine-Saint-Denis, vùng hành chính Île-de-France của nước Pháp, có dân số là 39.722 người (thời điểm 1999).